# Шебірський сільський округ
Шебі́рський сільський округ (каз. Шебір ауылдық округі, рос. Шебирский сельский округ) — адміністративна одиниця у складі Мангистауського району Мангистауської області Казахстану. Адміністративний центр та єдиний населений пункт — село Шебір.
Населення — 1350 осіб (2021; 1299 у 2009, 1234 у 1999, 863 у 1989).
Станом на 1989 рік існувала Тущикудуцька сільська рада (села Тущикудук, Шебір). 2001 року село Шебір утворило окремий Шебірський сільський округ.